# Damien Inglis
Damien Roberto Inglis (Cayena, Guayana Francesa, 20 de mayo de 1995) es un jugador de baloncesto francés que juega en los Yokohama B-Corsairs de la B.League. Con 2,06 metros de estatura, juega en la posición de ala-pívot.

## Trayectoria deportiva

### Primeros años
Inglis nació en Cayena, Guayana Francesa. Comenzó a jugar baloncesto a los 9 años, y viajó más de 4.000 kilómetros a París cuando era un adolescente. Varios años más tarde, recordó el evento y dijo:"Yo fui por mi cuenta. Dejé Guayana Francesa cuando tenía 14 años de edad. Mi familia estaba muy lejos y tenía que jugar baloncesto. Hacía frío, fue duro. Pero yo realmente quería hacerlo, así que por eso seguí adelante."
Inglis creció jugando en INSEP, un instituto de formación francesa por la excelencia en los deportes. El instituto había sido asistido previamente por varios jugadores prometedores de la NBA como Tony Parker, Boris Diaw y Ronny Turiaf. Participó en dos torneos "Nike International Junior Tournament". Inglis debutó el 24 de febrero de 2012 contra el equipo junior de Brose Baskets con 9 puntos, 8 rebotes y 1 asistencia. Ocupó el segundo lugar en anotación entre los de su equipo, solo por debajo de Mouhammadou Jaiteh.
El 6 de octubre de 2012, hizo su primera aparición oficial con el Centre Fédéral du Basket-Ball de la Nationale Masculine 1, registrando 16 puntos, 11 rebotes y 6 asistencias contra el Cognac Charente Basket-Ball. Inglis había hecho previamente un impacto en equipo juveniles del club por dos años completos. El 10 de noviembre de 2012, anotó un récord personal de temporada de 31 puntos contra ADA Blois Basket, añadiendo también nueve rebotes totales. Sin embargo, el equipo perdió el partido por más de 20 puntos. Para el final de la temporada, promedió 15,6 puntos, 7,3 rebotes, 3,8 asistencias, 1,5 robos y 1,2 tapones por partido.
Regresó al torneo "Nike International Junior Tournament", el 22 de febrero de 2013 contra el equipo junior del KK Cedevita, anotó 17 puntos, atrapó 8 rebotes y repartió 8 asistencias. Inglis anotó 30 puntos contra el USK Future Stars, marcando su récord personal de anotación en el evento. Debido a su éxito a través de la competencia, Inglis fue nombrado en el mejor quinteto del torneo de 2013. Otros destinatarios del premio fueron Nikola Jokić, Vasilije Pušica, Nikola Rebić, y Dušan Ristić.

### Profesional
El 4 de junio de 2013, Inglis firmó un contrato de tres años con el Chorale Roanne Basket de la Liga Nacional de Baloncesto de Francia. Debutó con el equipo el 5 de octubre de 2013, con 5 puntos y 2 rebotes contra BCM Gravelines. Inglis también anotó 2 de 3 tiros de campo y anotó el único intento de tres puntos. Su primera actuación de anotación de doble dígitos tuvo lugar el 2 de noviembre de 2013, cuando registró 14 puntos, 7 rebotes y 1 asistencias contra JDA Dijon. Inglis fue finalmente titular el 14 de diciembre de 2013 contra el Orléans Loiret Basket, registrando 3 puntos, 3 rebotes y 3 asistencias. Para el final de la temporada, jugó 27 partidos, promediando 4,6 puntos, 3,6 rebotes y 1,0 asistencias por partido.
El 26 de junio de 2014 fue seleccionado en la trigésimaprimera posición del Draft de la NBA de 2014 por los Milwaukee Bucks. Debido a una fractura en el pie, no pudo jugar en la NBA Summer League 2014. Después del evento, Inglis dijo que Milwaukee se convertiría en "uno de los destinos" para inmigrantes guayanenses franceses en los Estados Unidos. También se comparó con Kévin Séraphin después de convertirse en el segundo jugador de la Guayana Francesa en ser seleccionado en el draft de la NBA. Por desgracia, una fractura en el pie le impidió debutar en la NBA hasta la temporada 2015-16, promediando 1,8 puntos y 1,6 rebotes en los 20 partidos que disputó con la franquicia de Milwaukee.
Después de disputar la temporada 2016-17 en las filas de los Westchester Knicks de la Liga de Desarrollo de la NBA, en diciembre de 2017 volvió a Strasbourg IG, tras un breve paso por Orlandina Basket en Italia. 
En la temporada 2018-19, jugaría en el CSP Limoges, regresando la temporada siguiente a Strasbourg IG. 
En julio de 2020, firma con el AS Mónaco Basket de la Ligue Nationale de Basket-ball. En las filas del conjunto francés, logró conquistar la Eurocup, promediando 6,5 puntos y 4 rebotes.
El 15 de noviembre de 2021, se convierte en jugador del Bilbao Basket de la Liga Endesa, tras la salida del lituano Regimantas Miniotas.
El 23 de julio de 2022, firma por el C. B. Gran Canaria de la Liga Endesa,con los que conquistaría la segunda Eurocup de su carrera.
El 7 de julio de 2023, firma por el Valencia Basket de la Liga Endesa.El 7 de junio se anunciaría su desvinculación con el equipo valenciano tras haber disputado con ellos una temporada.
El 1 de septiembre de 2024 se anuncia su fichaje por los Yokohama B-Corsairs de la B.League. 

## Estadísticas de su carrera en la NBA

### Temporada regular
| Año     | Equipo    | PJ | PT | MPP | %TC  | %3P  | %TL  | RPP | APP | ROB | TPP | PPP |
| ------- | --------- | -- | -- | --- | ---- | ---- | ---- | --- | --- | --- | --- | --- |
| 2015-16 | Milwaukee | 20 | 1  | 7.8 | .351 | .231 | .875 | 1.6 | .5  | .3  | .2  | 1.8 |
| Total   | Total     | 20 | 1  | 7.8 | .351 | .231 | .875 | 1.6 | .5  | .3  | .2  | 1.8 |